# Rhimphoctona alaskensis
Rhimphoctona alaskensis là một loài tò vò trong họ Ichneumonidae.